# Inopsis catoxantha
Inopsis catoxantha är en fjärilsart som beskrevs av Felder 1874. Inopsis catoxantha ingår i släktet Inopsis och familjen björnspinnare. Inga underarter finns listade i Catalogue of Life.